# Phaeohiratsukaea expansa
Phaeohiratsukaea expansa är en svampart som beskrevs av Udagawa & Iwatsu 1990. Phaeohiratsukaea expansa ingår i släktet Phaeohiratsukaea, divisionen sporsäcksvampar och riket svampar.   Inga underarter finns listade i Catalogue of Life.